# Ernst Ludwig Avemann

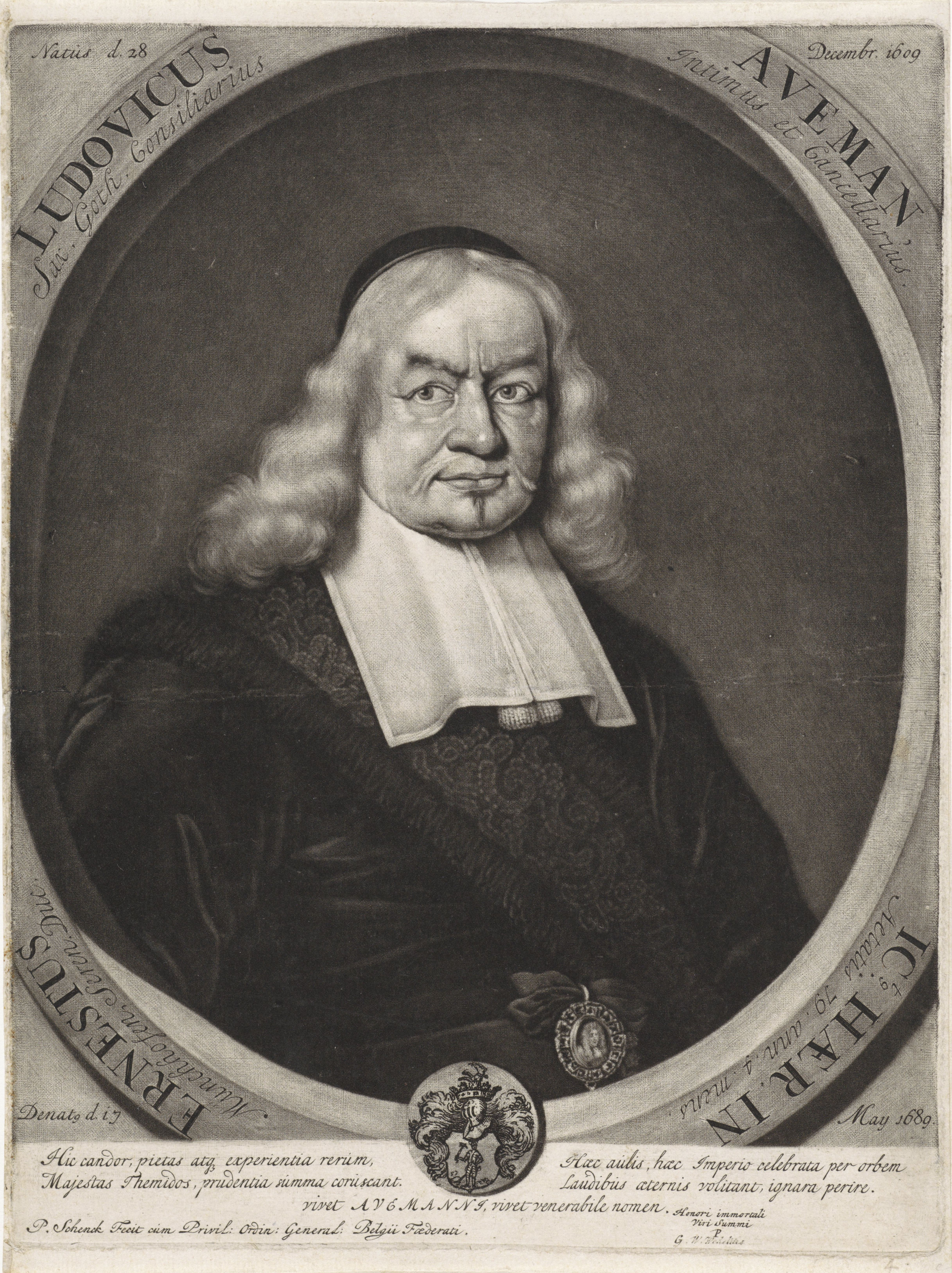
Ernst Ludwig Avemann, Porträt von Peter Schenk der Ältere

Ernst Ludwig Avemann (* 28. Dezember 1609 in Eisenach; † 17. Mai 1689 auf Schloss Mönchhof) war ein sächsischer Diplomat und Politiker.

## Leben
Ernst Ludwig Avemann war der Sohn des Eisenacher Bürgermeisters Caspar von Letta genannt Avemann und dessen Ehefrau Christiane (geb. Scherz).
Er besuchte anfangs die Schule in Eisenach und anschließend das Gymnasium Coburg beim Rektor Johann Matthäus Meyfart.
1630 immatrikulierte er sich an der Universität Jena und begann ein Studium der Rechtswissenschaften, der Philosophie und Geschichte; seine Studien setzte er an der Universität Rostock fort und hielt dort bereits nach kurzer Zeit Vorlesungen als Privatdozent.
1639 wurde er in Farnroda Erzieher des Sohnes des Burggrafen Georg von Kirchberg (1569–1641), Sigismund Henrich von Kirchberg (1623–1646). Gemeinsam reiste er mit seinem Zögling nach Holland und hielt sich dort für anderthalb Jahre in Leiden auf. Während des Aufenthaltes lernte er die Gelehrten Daniel Heinsius, Claudius Salmasius, Marcus Zuerius van Boxhorn und Jacobus Maestertius kennen. Mit seinem Zögling reiste er dann weiter nach England und von dort nach Paris, bis sie vom Tod des Burggrafen Georg von Kirchberg erfuhren und nach Farnroda zurückkehrten. Die Witwe des Burggrafen, Dorothea Magdalene (1595–1646), Tochter von Heinrich II. von Reuß-Gera, ernannte ihn darauf zu ihrem Vormundschaftsrat, gleichzeitig erhielt er von den eisenachischen Landständen die Stelle eines Syndikus. 
1646 promovierte er an der Universität Jena zum Doktor der Rechte und 1649 berief ihn Herzog Ernst der Fromme als Hof- und Regierungsrat in das Schloss Friedenstein nach Gotha und ernannte ihn 1660 zum Konsistorial-Präsidenten. 
In der Zeit vom 28. Februar 1663 bis 1666 war er Gesandter auf dem Reichstage zu Regensburg und hatte dort unter anderem eine Unterredung mit dem Freiherrn Justinian von Welz, der ein Konzept zur Gründung einer Missionsgesellschaft vorstellen wollte, dann aber keine Zustimmung von den evangelischen Reichsständen erhielt. 
Er wurde nach seiner Rückkehr nach Gotha am 6. April 1666 zum Vizekanzler, sowie am 25. September 1672 zum Geheimrat und Kanzler ernannt; während seines Aufenthaltes in Regensburg verlor er am 10. Juli 1665, während des letzten großen Stadtbrandes, bei dem 185 Häuser in Gotha zerstört wurden, seine wertvolle Bibliothek. 
Von 1685 bis 1688 hielt er sich als Gesandter am kaiserlichen Hof in Wien auf. 
Ernst Ludwig Avemann war mit Magdalena Barbara (* 4. Mai 1626 in Gotha; † 19. Dezember 1711 ebenda), Tochter des sächsischen Rats und Landrentmeisters Johann Heinrich Kolhans (1588–1650) verheiratet. Fünf ihrer elf Kinder verstarben bereits im Kindesalter, seine Kinder, die das Erwachsenenalter erreichten, sind: 
- Anne Dorothea Avemann, verheiratet mit Gustav Christian Happe († 1708), Kanzler in Sondershausen[11], deren Enkel war Gustav Adolf von Gotter[12];
- Adolph Christian Avemann, Jurist und Diplomat; sächsisch-gothaischer Geheimer Kriegs- u. Regierungsrat, 1697 Gesandter zum Frieden von Rijswijck[13];
- Magdalene Sophie verheiratet mit Johann Jacob Aviani, Kaiserlicher Kammergerichtsassessor und sächsischer Geheimrat;
- Johann Heinrich Avemann, verstarb im Alter von achtundzwanzig Jahren;
- Johanna Christine Avemann, verheiratet mit Johann Arndt Jenicke, Erb- und Gerichtsherr auf Oberröblingen, fürstlich sächsisch-weißenfelsischer Rat und Landkommissar;
- Gustav Rudolph Avemann, fürstlicher Sekretär.

Ernst Ludwigs Nichte Christina Sabina heiratete 1669 in Eisenach den Mediziner Georg Wolfgang Wedel. Sie wurde am 23. Februar 1655 in Gotha geboren und starb am  3. März 1679 in Jena, die älteste Tochter des fürstlich sächsischen Hofrats in Marksuhl, Elias Heinrich Avemann.
Zu seinen Nachkommen, die in burggräflichen Kirchbergischen Diensten blieben, gehört der Rat und Archivar Heinrich Friedrich Avemann (* 3. Mai 1678 in Eisenach; † 1751 in Hachenburg), Verfasser der Beschreibung des hochgräflichen Geschlechts der Herren Reichs- und Burggrafen von Kirchberg.

## Schriften (Auswahl)
- Erasmus Ungepaur; Ernst Ludwig Avemann: De judicio feudali et actionibus feudi nomine competentibus. Jenae, P. Lippold, 1636.
- Nicolaus Schütze; Ernst Ludwig Avemann: Disputatio Juridica De Substitutionibus, Materia difficillimaj uxta ac utilißima. Rostoch: Kilius, 1637.
- Ernst Ludwig Avemann; Erasmus Ungepauer: Disputatio inauguralis trigam decadum variarum lectissimarumque juris positionum exhibens, quam praeside Erasmo Ungepaur, examini subjicit Ernestus Ludovicus Avemann, ad diem 3 julii. Ienae: Prelo Lobensteiniano, 1643.